# 월드 카페

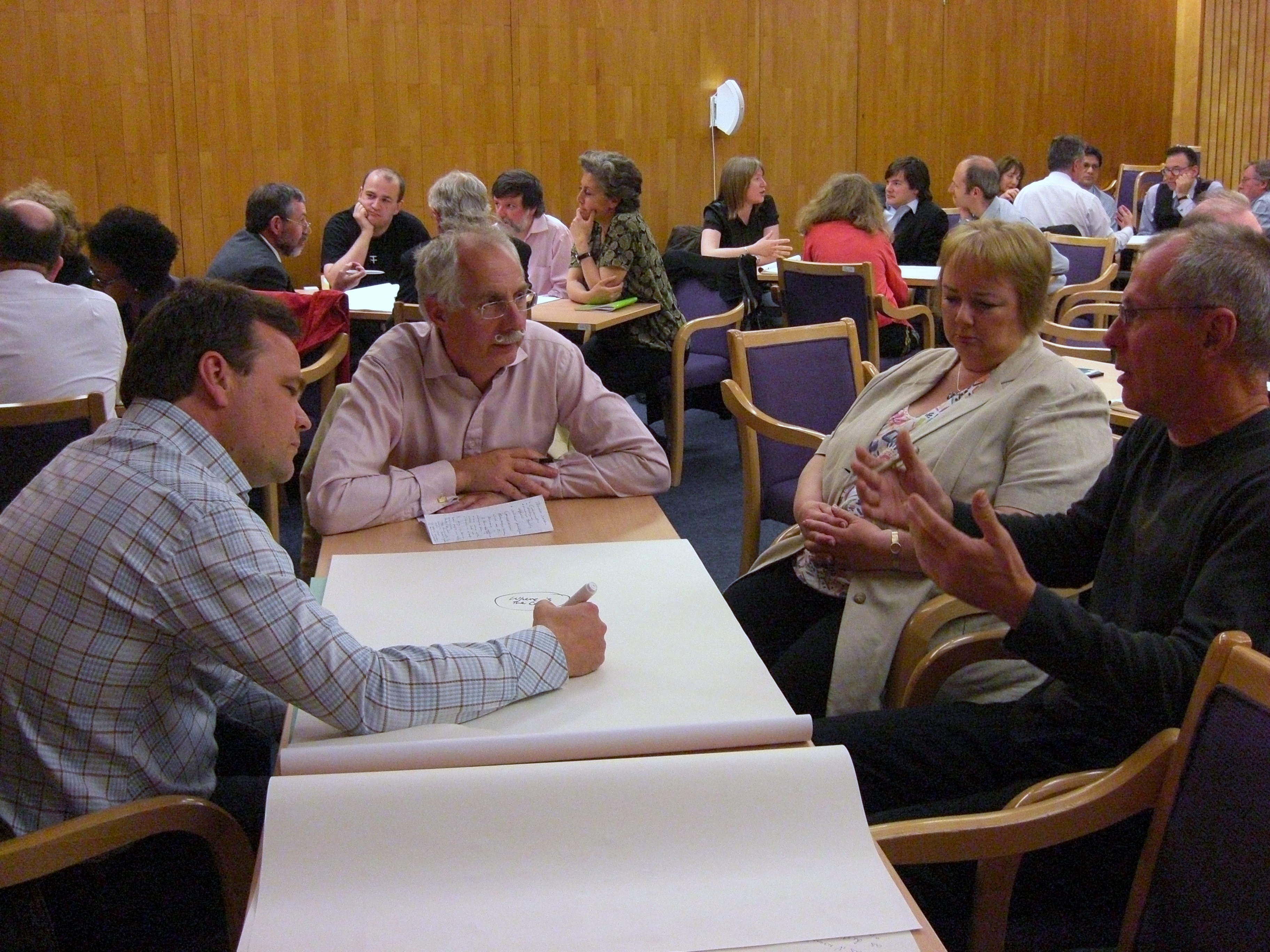

월드 카페(world café)는 카페처럼 여러 개의 작은 테이블에서 여러 사람들이 주제에 대해 토론하는 지식 공유를 위한 구조화된 대화 과정이다. 모든 사람이 발언할 기회를 얻을 수 있도록 어느 정도 형식이 유지될 수 있다. 미리 정의된 질문은 처음부터 합의가 되었지만 결과나 해결책이 미리 결정되는 것은 아니다. 집단적 토론이 사람들의 개념을 바꾸고 집단적 행동을 장려할 수 있다고 가정한다. 이벤트에는 최소 12명의 참가자가 필요하지만 상한은 없다. 예를 들어, 2011년 이스라엘에서는 당시 열린 일련의 사회 정의 시위의 일환으로 여러 도시에서 하루에 "1000 Tables"라는 행사가 열렸으며 약 천 명이 참여했다.

## 같이 보기
- 대화
- 퍼블릭 코멘트
- 언콘퍼런스